# Episodi di Winx Club (settima stagione)

Le Winx in forma Butterflix.

La settima stagione della serie animata Winx Club è stata trasmessa in prima visione assoluta in Grecia dal 24 maggio 2015 su Nickelodeon.
In Italia è andata in onda su Rai Gulp dal 21 settembre al 3 ottobre 2015.
| Nº | Titolo italiano                | Prima TV Italia   |
| -- | ------------------------------ | ----------------- |
| 1  | Il parco naturale di Alfea     | 21 settembre 2015 |
| 2  | Giovani fate crescono          | 21 settembre 2015 |
| 3  | Butterflix                     | 22 settembre 2015 |
| 4  | Il primo colore dell'Universo  | 22 settembre 2015 |
| 5  | Un amico dal passato           | 23 settembre 2015 |
| 6  | Avventura su Lynphea           | 23 settembre 2015 |
| 7  | Attenti al magilupo            | 24 settembre 2015 |
| 8  | Ritorno al Medioevo            | 24 settembre 2015 |
| 9  | Il gatto fatato                | 25 settembre 2015 |
| 10 | Winx in trappola               | 25 settembre 2015 |
| 11 | Missione nella giungla         | 26 settembre 2015 |
| 12 | L'animale fatato di Tecna      | 26 settembre 2015 |
| 13 | Il segreto dell'unicorno       | 27 settembre 2015 |
| 14 | Potere Tynix                   | 27 settembre 2015 |
| 15 | Le pietre magiche              | 28 settembre 2015 |
| 16 | Ritorno a Baia Paradiso        | 28 settembre 2015 |
| 17 | Viaggio in una goccia          | 29 settembre 2015 |
| 18 | Il rapimento di Stella         | 29 settembre 2015 |
| 19 | L'arcobaleno di Magix          | 30 settembre 2015 |
| 20 | Baby Winx                      | 30 settembre 2015 |
| 21 | Pazzo, pazzo mondo             | 1º ottobre 2015   |
| 22 | Il regno dei diamanti          | 1º ottobre 2015   |
| 23 | Il cuore di Alfea              | 2 ottobre 2015    |
| 24 | La farfalla dorata             | 2 ottobre 2015    |
| 25 | Un patto inatteso              | 3 ottobre 2015    |
| 26 | Il potere degli animali fatati | 3 ottobre 2015    |

## Il parco naturale di Alfea
Faragonda chiede alle Winx di organizzare una festa per l'inaugurazione del parco naturale di Alfea, un luogo in cui gli animali fatati vivono insieme in pace, e le porta in visita insieme a Roxy. Durante la visita, però, un'aquila proveniente dall'esterno attraversa la barriera protettiva del parco e rapisce un piccolo scavatalpa, che le Winx, nonostante i loro sforzi, non riescono a fermare. Il rapace è in realtà una mutaforma di nome Kalshara, che, insieme al fratello Brafilius, sta rapendo gli animali fatati per creare un esercito.

## Giovani fate crescono
Faragonda informa le Winx e Roxy che ogni animale fatato è prezioso per l'equilibrio dell'universo e custodisce un segreto, ma lo scavatalpa era l'ultimo esemplare della sua specie. Per trovarne un altro, la preside dona alle sette ragazze una Pietra dei Ricordi, che permette di viaggiare nel tempo, facendo giungere le fate ad Alfea, quando Faragonda e Griselda erano studentesse. La giovane Faragonda, insieme al suo scavatalpa, partecipa a un'esibizione di animali fatati ad Alfea, ma, a causa della sua goffaggine, rovina lo spettacolo e fa arrabbiare gli altri animali, scatenando il caos. Le Winx e Roxy intervengono, riportando la situazione alla normalità, ma lo scavatalpa di Faragonda è scomparso.

## Butterflix
La Faragonda del passato, convinta dalla compagna di scuola Kalshara, prende dall'ufficio della preside il libro che racchiude i segreti degli animali fatati per scoprire dove possa essere andato il suo scavatalpa. Invece di restituire il libro alla preside come promesso, Kalshara lo usa per impadronirsi della Magia Selvaggia, una forma caotica di energia della natura, e trasformare se stessa e il fratello Brafilius in due mutaforma; vedendo Kalshara trasformarsi in aquila, Bloom riconosce in lei lo stesso uccello che ha rapito lo scavatalpa nel presente. Faragonda, Roxy e le Winx raggiungono la valle degli scavatalpa, dove Brafilius evoca un gigante per rapire gli animali; le Winx, però, riescono a respingere il gigante grazie al potere Butterflix, donato loro dalla natura per l'impegno profuso nel cercare di salvare gli scavatalpa. Faragonda decide di lasciare libero il suo cucciolo, mentre la preside riconosce che Alfea, per gli animali, è una gabbia e annuncia che cancellerà i ricordi di quella giornata affinché nessuno commetta ancora lo stesso errore. Le Winx e Roxy tornano nel presente.

## Il primo colore dell'Universo
Grazie alle azioni delle Winx nel passato, gli scavatalpa non sono più sull'orlo dell'estinzione. Mentre Kalshara e Brafilius cercano di farsi dire dagli scavatalpa come ottenere il Potere Ultimo degli animali fatati, le Winx riescono a scoprirlo grazie a Roxy, che usa i suoi poteri per rendere comprensibili i versi degli animali: le fate apprendono così che il primo passo è trovare l'animale con il primo colore dell'Universo. Dopo la festa d'inaugurazione del parco naturale, le Winx, Roxy e gli Specialisti iniziano a esplorarlo, mentre Brafilius sfrutta lo scavatalpa rapito per poter entrare nel parco; l'animale, tuttavia, riesce a scappare e avvisare le Winx del pericolo. A causa di opinioni divergenti su quale sia la priorità da affrontare, Roxy si separa dalle Winx per continuare la ricerca dell'animale con il primo colore dell'Universo, mentre le sei fate e gli Specialisti cercano di tranquillizzare un'antica testuggine che Brafilius ha disturbato dal suo sonno millenario. Bloom riesce nell'intento usando il suo potere Butterflix, l'Incanto della Natura, mentre Brafilius ruba a Roxy lo scavatalpa e la pietra dei ricordi.

## Un amico dal passato
Per trovare l'animale con il primo colore dell'Universo, Brafilius usa la pietra dei ricordi di Roxy per arrivare nella preistoria di Magix e le Winx lo seguono. Qui trovano un animale fatato, il crycry, ma, prima di potergli chiedere se sia lui l'animale che cercano, Brafilius lo rapisce e fa attaccare le fate da un enorme ragno preistorico, che riesce a immobilizzarle con la sua ragnatela. L'unica a restare libera è Aisha, che insegue Brafilius e riesce a salvare il crycry. Tra la fata e l'animale si crea un legame empatico che permette loro di comunicare, ma il crycry non è l'animale con il primo colore dell'Universo. Non volendo separarsi da Aisha, il crycry decide di seguirla nel presente e la fata lo battezza Squonk.

## Avventura su Lynphea
Grazie a un sistema elaborato da Roxy che permette alle fate di sapere in tempo reale quando una specie di animali fatati è in pericolo, le Winx scoprono che i magilupi di Lynphea sono a rischio di estinzione. Raggiunto il pianeta, i genitori di Flora le informano che i magilupi sono stati contagiati dalle spore di alcuni funghi mutanti e il padre di Flora le consegna alcuni semi di orchidea magica per guarire i funghi. Anche Miele vorrebbe aiutare le fate, ma Flora non vuole perché è troppo pericoloso. Giunte nella foresta di Lynphea, le Winx vengono attaccate dai giganteschi funghi mutanti, che catturano Bloom, Stella, Musa, Tecna e Aisha e le privano dei loro poteri. Flora decide di usare i semi di orchidea magica, ma le cadono per terra e, mentre cerca di recuperarli, viene catturata da un fungo e i semi restano fuori dalla sua portata.

## Attenti al magilupo
Miele recupera i semi di orchidea magica e libera le Winx; nonostante si sia messa in pericolo, Flora è orgogliosa di lei. Le fate trovano poi il centro della mutazione dei funghi e Flora li purifica con il Sussurro della Natura. Tutti i magilupi catturati dai funghi vengono liberati e Flora stringe un legame magico con uno di loro, Amarok.

## Ritorno al Medioevo
Flora e Aisha cercano di far fare amicizia ad Amarok e Squonk, ma il risultato è solo un disastro. Le Winx vengono chiamate da Roxy, che ha delle informazioni su un altro Animale Fatato che potrebbe essere quello che stanno cercando: l'Irtogatto, una specie di gatto dal pelo magico, che ha vissuto principalmente nell'Italia Medievale. Le Winx partono subito prima che anche Brafilius possa intercettare l'Irtogatto con la Pietra dei Ricordi sottratta a Roxy. Giunte a destinazione, le fate notano sugli alberi dei manifesti ritraenti l'animale, e capiscono che gli abitanti dell'epoca sono impauriti da tutto ciò che riguarda la magia. Le Winx si imbattono poi nell'Irtogatto, notevolmente ostile verso la razza umana, inseguito dalle guardie reali che tentano di acciuffarlo. Trasformatesi, le Winx salvano il felino e mettono in fuga gli uomini, ma l'Irtogatto scompare. Mentre le Winx perlustrano la zona per ritrovarlo, Musa si apparta su un albero per spiare un trio di cantastorie, e rimane colpita da uno di loro, di nome Orlando, che dimostra di saperla di gran lunga a proposito dell'Irtogatto. Musa capisce che Orlando può essere d'aiuto per la ricerca dell'animale, così avverte le amiche, e Stella improvvisa degli abiti locali per confondersi con la gente. Le Winx si presentano come normali ragazze agli occhi del gruppo teatrale, che accetta di farle unire a loro per il prossimo spettacolo sulle fate. 

## Il gatto fatato
Orlando porta le Winx sulle sponde del lago dove da bambino suonava il liuto con l'irtogatto a fargli compagnia; quando il ragazzo inizia a suonare e l'animale si palesa, però, Brafilius, giunto nel passato, evoca dei mostri acquatici per impedire alle Winx di prendere il gatto. Per combattere i mostri e salvare Orlando, le fate sono costrette a rivelare la propria vera identità. Nel liberare Orlando dai mostri, Musa viene catturata, ma Flora e Bloom la salvano: la fata può così correre in aiuto di Orlando e dell'irtogatto, e cacciare Brafilius con la Melodia delle Fate; i mostri vengono invece sconfitti da Flora. Musa si lega magicamente all'irtogatto, che però non ha il primo colore dell'Universo. Prima di tornare nel presente con l'animale, le Winx prendono parte allo spettacolo dei saltimbanchi.

## Winx in trappola
Kalshara rimprovera Brafilius per non essere riuscito a capire se l'irtogatto, che Musa ha chiamato Critty, avesse o meno il primo colore dell'Universo, e decide di entrare lei stessa in azione, intrufolandosi di notte ad Alfea e rapendo l'animale. Guidata con la telepatia da Critty, Musa porta le altre Winx al covo di Kalshara, dove le fate si trovano a combattere contro gli animali fatati ipnotizzati da Brafilius. Stella si lega a uno di loro, un uccello di nome Shiny, e ne sfrutta la luminescenza per evocare la propria magia Butterflix, il Flusso di Luce, e spezzare l'ipnosi. Per vendicarsi, Kalshara fa crollare il covo, ma le Winx riescono a uscire con tutti gli animali fatati, che vengono portati al parco naturale di Alfea.

## Missione nella giungla
Le Winx si recano nella giungla di Sumatra per salvare le tigri, minacciate da dei bracconieri trasformati in mostri da una fonte di Magia Selvaggia. Stella libera gli uomini dal sortilegio con il Flusso di Luce e le Winx ospitano le tigri nel parco per la salvaguardia degli animali che aprono a Gardenia.

## L'animale fatato di Tecna
Amarok rompe accidentalmente una delle sfere tecnomagiche dei piripicchi di Roxy e le Winx raggiungono Zenith per ripararla. Nel frattempo, Kalshara crede che l'animale con il primo colore dell'Universo possa essere in un luogo dove ormai non ci sono più animali, e così manda Brafilius nel passato, nel nucleo tecnomagico di Zenith, stabilizzato dai tecnoiattoli. A estrarre il tecnoiattolo Flitter dal nucleo, però, il mago rende il nucleo stesso instabile e, nel presente, la tecnomagia inizia a dare dei problemi, causando il caos su tutto Zenith. Le Winx, grazie alle Pietre dei Ricordi, capiscono che Brafilius è andato nel passato del pianeta e che è lui la causa di tutto ciò, e così decidono di raggiungerlo. Tecna usa il suo incantesimo Butterflix, il Flusso Virtuale, e unisce il proprio potere a quello di Flitter per diventare una cosa sola con il nucleo e stabilizzarlo: tutto ritorna alla normalità e nasce un legame fra la fata e l'animaletto. Alla fine, è proprio Flitter a riparare la sfera tecnomagica di Roxy.

## Il segreto dell'unicorno
Mentre si trovano al parco per la salvaguardia degli animali di Gardenia, Roxy avverte le Winx che i panda sono in pericolo e le fate volano in Cina. Qui vengono attaccate da un potente unicorno mutato dalla Magia Selvaggia in una creatura aggressiva. Bloom riesce a riportare l'animale, di nome Elas, alla normalità e si lega magicamente a lui. L'unicorno purifica poi l'acqua del fiume dalla Magia Selvaggia usando il suo corno magico.

## Potere Tynix
Grazie all'aiuto di Roxy, gli animali fatati delle Winx imparano a collaborare e rivelano alle fate di essere in realtà i custodi del Potere Ultimo. Per impedire a Kalshara di impossessarsene, gli animali donano alle Winx un bracciale con incastonata una pietra preziosa contenente il potere Tynix, che consente alle fate di entrare nei mini mondi e dona la parola ai loro animali fatati. Poco dopo, i piripicchi di Roxy comunicano che i dragani di Pyros sono in pericolo perché Kalshara ha rubato il fuoco magico che dà loro forza. Le Winx raggiungono il pianeta e combattono contro Brafilius e Kalshara; durante la lotta, quest'ultima propone alle fate uno scambio: se la lasceranno andare, lei restituirà il fuoco magico.

## Le pietre magiche
Le Winx non accettano la proposta di Kalshara e usano il potere Tynix per entrare nel mini mondo delle pietre preziose, dove gli animali fatati che ci vivono le conducono alla sorgente che alimenta il fuoco magico, danneggiata dal vampiro di fuoco di Kalshara e diventata, quindi, inutilizzabile. Bloom ed Elas uniscono i propri poteri e distruggono il vampiro di fuoco, liberando il fuoco magico. Mentre Kalshara e Brafilius fuggono dopo aver scoperto che i dragani non possiedono il primo colore dell'Universo, il corno di Elas diventa d'argento perché il suo potere si sta evolvendo grazie al legame con Bloom.

## Ritorno a Baia Paradiso
Mentre le Winx sono in vacanza a Baia Paradiso con gli Specialisti, vengono informate da Roxy che l'intero ecosistema del luogo è in serio pericolo; esplorando l'isola, le fate trovano una distesa di terra arida e piante morte, ed entrano nel mini mondo delle piante per individuare il problema. Tuttavia, gli animali fatati delle piante, i leafie, accusano le Winx di essere la causa della graduale desertificazione di Baia Paradiso.

## Viaggio in una goccia
I leafie informano le Winx che la colpa della graduale desertificazione di Baia Paradiso è di Stella perché Brandon ha estirpato dei fiori chiamati gemme di luce per donarglieli. Le gemme di luce sono fondamentali per il mini mondo foglia perché lo nutrono, e aver strappato i fiori ha alterato l'equilibrio e la linfa vitale si sta prosciugando. Per risolvere la situazione, le fate raggiungono il mini mondo goccia per piantare i semi delle gemme di luce, ma vengono attaccate da alcune bolle nere. Aisha e Squonk le distruggono e le Winx riescono a piantare i semi, riportando Baia Paradiso al suo splendore.

## Il rapimento di Stella
Mentre riportano nel loro habitat naturale un gruppo di lemuri precedentemente ospite del parco per la salvaguardia degli animali di Gardenia, le Winx s'imbattono in Kalshara e Brafilius, e quest'ultimo trasforma le banane del bosco dei lemuri in mostri. Le Winx si rendono conto che tutti gli alberi sono stati contaminati e non potranno più produrre banane normali, e i loro poteri Butterflix, invece di purificare i frutti, li distruggono completamente, privando i lemuri del loro cibo. Le sei fate tornano quindi nel passato per recuperare delle banane normali da piantare nel presente, ma Stella viene rapita da un lemure gigante infatuatosi di lei. Il grosso animale finisce per tornare nel presente insieme alle Winx e insediarsi con i lemuri nel bosco; mentre Kalshara e Brafilius fuggono, Flora utilizza i suoi poteri per distruggere tutte le banane mutanti e creare nuovi alberi dal casco di banane giganti preso nel passato.

## L'arcobaleno di Magix
Mentre le Winx presentano i loro animali fatati a Domino, Roxy le informa che la Creatura dal Manto Arcobaleno su Graynor è nei guai: Kalshara ha infatti attaccato l'animale per rubarne i poteri, sconvolgendo l'ordine tra la Magia Selvaggia e la Magia Fatata, della quale la Creatura dal Manto Arcobaleno è guardiana. Per impedire che la Magia Selvaggia prenda il sopravvento sulla Magia Fatata, le Winx entrano nell'arcobaleno, che sta rapidamente sparendo, e Musa usa i suoi poteri insieme a Critty per riportare l'armonia. Come ringraziamento, la Creatura dal Manto Arcobaleno informa le Winx che l'animale con il primo colore dell'Universo che possiede il Potere Ultimo è legato alla magia delle fate. Kalshara e Brafilius, nascosti lì vicino, sentono le parole della Creatura e Kalshara si convince che stia parlando degli animali fatati delle Winx.

## Baby Winx
Kalshara ritiene che uno degli animali fatati delle Winx abbia il Potere Ultimo e, fingendosi una foca, arriva a Gardenia al parco per la salvaguardia degli animali per rapirli. Brafilius incanta le Pietre dei Ricordi delle Winx, trasformandole in bambine, in modo che la sorella possa avere campo libero, ma le sei fate riescono comunque a cacciarli e liberare gli animali. Elas usa poi la magia del suo corno per farle tornare adulte.

## Pazzo, pazzo mondo
Le Winx si preparano a lasciare Gardenia e tornare ad Alfea con gli animali fatati, ma vengono informate da Roxy che le gru in Etiopia sono in pericolo a causa di un cambiamento climatico. Dopo essersi rese conto che la colpa è di una fonte di Magia Selvaggia presente in un obelisco, le sei fate, grazie al potere Tynix, entrano nel mini mondo meridiana, dove scoprono che i quattro soli del mini mondo sono sorti tutti insieme, facendo impazzire le stagioni; Tecna e Flitter, però, usano i loro poteri per far restare in cielo solo il sole dell'estate e riportano tutto alla normalità. Compiuta la missione, uno scavatalpa sbuca dal suolo e afferma di essere l'animale fatato legato a Faragonda, ma in realtà è Kalshara, che, dopo aver saputo che gli animali fatati faranno ritorno ad Alfea, vuole entrare nel collegio.

## Il regno dei diamanti
Le Winx portano lo scavatalpa ad Alfea, dove Faragonda si ricongiunge a quello che crede essere il suo animale fatato. Poco dopo, la direttrice dichiara che il Potere Ultimo potrebbe trovarsi proprio ad Alfea, luogo dove c'è la concentrazione più alta di Magia Fatata. Bloom nota sulla scrivania di Faragonda una statuetta di diamante a forma di scavatalpa che la preside prese molti anni prima nella Sala degli Animali Fatati, e, notando che riflette tutti i colori dell'arcobaleno, capisce che è proprio quello l'animale con il primo colore dell'Universo che possiede il Potere Ultimo. Le fate, quindi, entrano nel mini mondo, dove il sovrano le informa che il Potere Ultimo risiede in un diamante che potrebbe crescere nel Frutteto Reale. Poiché gli alberi del Frutteto non danno quasi più frutti, Flora utilizza i suoi poteri per ridare loro vita, facendo sbocciare anche il diamante del Potere Ultimo. Il suo immenso potere, però, manda la magia di crescita fuori controllo, la serra contenente il Frutteto inizia a crollare e Flora rimane intrappolata sotto un cumulo di rocce. Intanto, il diamante esce dalla statuetta e si materializza ad Alfea, dove Kalshara rivela la sua vera identità e lo ruba; tuttavia, una volta raggiunto Brafilius, quest'ultimo, stanco di essere sempre trattato male, lo prende e invoca i tre animali fatati più potenti della Dimensione Magica per creare un esercito ai suoi ordini, ma, accidentalmente, ne evoca anche i padroni, le Trix.

## Il Cuore di Alfea
Nel mini mondo dei diamanti, Flora viene tratta in salvo da sotto il cumulo di rocce da Amarok e i due uniscono i propri poteri, ponendo fine al crollo; poi, le sei fate fanno ritorno ad Alfea, dove scoprono che il Potere Ultimo è finito nelle mani di Kalshara. Intanto, le Trix, per impossessarsi del Potere Ultimo che è entrato nel corpo di Brafilius dopo la rottura del diamante che lo conteneva, lo trasformano in un innocuo cagnolino per poterlo controllare meglio, mentre Kalshara fugge. Le tre streghe, quindi, decidono di distruggere Alfea una volta per tutte, attaccando il collegio con i rispettivi animali fatati. Le Winx, le studentesse e gli Specialisti intervengono, ma non riescono a proteggere il collegio; inoltre, il Cuore di Alfea si sta indebolendo sempre di più, lasciando la scuola senza difese. Le Winx entrano così nel mini mondo del collegio per ridonare luce alla sorgente del mini mondo. Una flaiby, una lucciola di nome Lucy, conduce le fate alla sorgente, ma vengono intercettate dalle Trix, in grado, grazie al Potere Ultimo, di entrare in ogni mondo collegato agli animali. Darcy lancia la sua magia oscura contro la sorgente d'energia del Cuore di Alfea, ma Stella e Shiny riescono a fermarla e allontanare le Trix. Lucy, però, informa le Winx che il Cuore di Alfea potrà riavere tutta la sua luce solo con l'aiuto della farfalla dorata, che però è estinta.

## La farfalla dorata
Mentre le fate di Alfea continuando a combattere contro le Trix, le Winx, dal momento che la farfalla dorata è estinta, tornano di nuovo all'Alfea del passato e chiedono aiuto alla direttrice Mavilla, che incarica la giovane Faragonda di portarle nel giardino segreto del collegio. Qui le sei fate s'imbattono in un fiore d'oro fatto della stessa magia di Alfea ed entrano nel suo mini mondo per trovare la farfalla dorata, che però sta ancora dormendo nel suo bozzolo. Mentre aspettano che il bozzolo si schiuda, le fate vengono attaccate dalle Trix, arrivate nel passato con la Pietra dei Ricordi di Brafilius, e Icy colpisce Bloom, che cade dalla groppa di Elas e precipita verso delle lame di ghiaccio.

## Un patto inatteso
Elas distrugge le lame di ghiaccio e salva Bloom, e, grazie al suo atto di coraggio, il suo corno diventa d'oro. La farfalla dorata esce dal bozzolo, cacciando le Trix con il suo potere, e promette alle Winx di salvare Alfea. Uscite dal mini mondo, le Trix continuano ad attaccare la scuola, ma il Cuore di Alfea torna a splendere e una barriera magica molto potente avvolge l'edificio, costringendo le streghe a scappare. La magia della farfalla dorata attira, inoltre, gli animali fatati ad Alfea, dove ora fate e animali possono vivere insieme nuovamente. Mentre le Trix si fanno guidare da Brafilius nel sottosuolo di Magix per assorbire la più grande fonte di Magia Selvaggia, Kalshara propone alle Winx un'alleanza contro le streghe per salvare il fratello.

## Il potere degli animali fatati
Le Winx accettano l'alleanza con Kalshara, che, riuscendo a percepire la presenza magica di Brafilius, conduce le fate e gli animali fatati nel sottosuolo di Magix. Qui trovano le Trix, che hanno assorbito la Magia Selvaggia, fondendosi con i loro animali, e si sono trasformate in streghe mutaforma. Le streghe sono troppo forti per le Winx e quindi gli animali fatati usano l'Incantesimo Definitivo, fondendosi nel Cigno dell'Infinito. Il Cigno intrappola le Trix in una sfera magica e le Winx, con il potere delle Pietre dei Ricordi, inviano le streghe in un limbo fuori dal tempo, mentre il Potere Ultimo penetra nel Cigno dell'Infinito, suo custode. Kalshara, furiosa, insulta tutte le creature del mondo sotterraneo, che, per vendicarsi, la spingono giù da un precipizio facendola scomparire per sempre. Ormai la missione è conclusa e gli animali fatati, che non possono sciogliere la fusione, salutano le sei Winx per l'ultima volta. Le fate, successivamente, tengono un concerto nel parco naturale di Alfea per festeggiare la vittoria.